# Lista de mortos e desaparecidos políticos na ditadura militar brasileira
Esta lista reúne os mortos e desaparecidos políticos no regime militar de 1964. Os assassinatos e desaparecimentos de opositores ao regime militar no Brasil foram investigados pela Comissão Nacional da Verdade (CNV), por comissões estaduais da verdade, por entidades de direitos humanos e pelos próprios familiares das vítimas. Nessas diversas investigações, há discrepância nos números de mortos e desaparecidos computados. A CNV, em seu relatório final, reconheceu 434 mortes e desaparecimentos políticos entre 1946 e 1988, dos quais a maioria ocorreu no período do regime.
Estão incorporados na lista casos apurados pelo(a):
- Comissão Especial sobre Mortos e Desaparecidos Políticos, instituída em 1995 e vinculada à Secretaria de Direitos Humanos da Presidência da República, que contabilizou 362 casos de mortes e desaparecimentos políticos;[3][4]
- Centro de Documentação Eremias Delizoicov e a Comissão de Familiares dos Mortos e Desaparecidos Políticos, que, em 2010, organizaram um site listando 383 mortos e desaparecidos políticos;[5][6]
- Memórias da Ditadura, realizado pelo Instituto Vladimir Herzog, a partir de documentos e dados recolhidos pela CNV;[7][8]
- Comissão da Verdade do Estado de São Paulo “Rubens Paiva”, associada à CNV e localizada na Assembleia Legislativa do Estado de São Paulo, com foco nos crimes de Estado perpetrados nesse estado;[9][10]
- Comissão Nacional da Verdade, volume 3, "Mortos e desaparecidos políticos", publicado em dezembro de 2014.[11]

## Lista
| Imagem | Nome                                         | Nascimento                                                              | Morte | Ocupação                                                                                         | Organização | Referências |
| ------ | -------------------------------------------- | ----------------------------------------------------------------------- | --- | ------------------------------------------------------------------------------------------------ | --- | ----------- |
|        | Abelardo Rausch de Alcântara                 | 5 de agosto de 1927                                                     | 13 de fevereiro de 1970                                                                                              | bancário                                                                                         | nenhuma organização |             |
|        | Abílio Clemente Filho                        | 17 de abril de 1949                                                     | data desconhecida (depois de 10 de abril de 1971)                                                                    | estudante                                                                                        | Ação Popular Movimento estudantil brasileiro |             |
|        | Adauto Freire da Cruz                        | 15 de fevereiro de 1924                                                 | 13 de maio de 1979                                                                                                   | comerciante                                                                                      | Ligas camponesas |             |
|        | Aderval Alves Coqueiro                       | 18 de julho de 1937                                                     | 6 de fevereiro de 1971                                                                                               | operário da construção civil                                                                     | Movimento Revolucionário Tiradentes Partido Comunista do Brasil - Ala Vermelha Partido Comunista Brasileiro Partido Comunista do Brasil             |             |
|        | Adriano Fonseca Filho                        | 18 de dezembro de 1945                                                  | data desconhecida (depois de 29 de novembro de 1973)                                                                 | estudante                                                                                        | Partido Comunista do Brasil |             |
|        | Afonso Henrique Martins Saldanha             | 22 de setembro de 1918                                                  | 8 de dezembro de 1974                                                                                                | professor(a) servidor público                                                                    | Partido Comunista Brasileiro |             |
|        | Albertino José de Oliveira                   | 6 de janeiro de 1914                                                    | 29 de abril de 1964                                                                                                  | camponês                                                                                         | Ligas camponesas |             |
|        | Alberto Aleixo                               | 18 de fevereiro de 1903                                                 | 7 de agosto de 1975                                                                                                  | ativista político(a)                                                                             | Partido Comunista Brasileiro |             |
|        | Alceri Maria Gomes da Silva                  | 25 de maio de 1943                                                      | 17 de maio de 1970                                                                                                   | operária metalúrgica                                                                             | Vanguarda Popular Revolucionária |             |
|        | Alex de Paula Xavier Pereira                 | 9 de agosto de 1949                                                     | 20 de janeiro de 1972                                                                                                | estudante                                                                                        | Ação Libertadora Nacional |             |
|        | Alexander José Ibsen Voerões                 | 5 de julho de 1952                                                      | 27 de fevereiro de 1972                                                                                              | estudante                                                                                        | Movimento de Libertação Popular |             |
|        | Alexandre Vannucchi Leme                     | 5 de outubro de 1950                                                    | 17 de março de 1973                                                                                                  | estudante                                                                                        | Ação Libertadora Nacional |             |
|        | Alfeu de Alcântara Monteiro                  | 31 de março de 1922                                                     | 4 de abril de 1964                                                                                                   | piloto militar                                                                                   | nenhuma organização |             |
|        | Almir Custódio de Lima                       | 24 de maio de 1950                                                      | 27 de outubro de 1973                                                                                                | operário                                                                                         | Partido Comunista Brasileiro Revolucionário |             |
|        | Aluísio Palhano Pedreira Ferreira            | 5 de setembro de 1922                                                   | data desconhecida (depois de 9 de maio de 1971)                                                                      | político advogado(a)                                                                             | Vanguarda Popular Revolucionária |             |
|        | Alvaro de Sá Brito Souza Neto                | 20 de janeiro de 1951                                                   | 7 de janeiro de 1971                                                                                                 | estudante                                                                                        | Ação Libertadora Nacional |             |
|        | Amaro Félix Pereira                          | 10 de maio de 1929                                                      | data desconhecida (entre 1971 e 1972)                                                                                | camponês                                                                                         | Partido Comunista Revolucionário |             |
|        | Amaro Luiz de Carvalho                       | 4 de junho de 1931                                                      | 22 de agosto de 1971                                                                                                 | camponês                                                                                         | Partido Comunista Revolucionário Partido Comunista Brasileiro Partido Comunista do Brasil                                                           |             |
|        | Ana Kucinski                                 | 12 de janeiro de 1942                                                   | data desconhecida (depois de 22 de abril de 1974)                                                                    | professora universitária química                                                                 | Ação Libertadora Nacional |             |
|        | Ana Maria Nacinovic Correa                   | 25 de março de 1947                                                     | 14 de junho de 1972                                                                                                  | estudante ativista política                                                                      | Partido Comunista Brasileiro Revolucionário Ação Libertadora Nacional                                                                               |             |
|        | Anatália de Souza Melo Alves                 | 9 de julho de 1945                                                      | 22 de janeiro de 1973                                                                                                | costureira                                                                                       | Partido Comunista Brasileiro Revolucionário Ligas camponesas                                                                                        |             |
|        | André Grabois                                | 3 de julho de 1946                                                      | data desconhecida (depois de 13 de outubro de 1973)                                                                  | estudante                                                                                        | Partido Comunista do Brasil |             |
|        | Antogildo Pacoal Vianna                      | 21 de abril de 1927                                                     | 8 de abril de 1964                                                                                                   | estivador sindicalista                                                                           | Federação Nacional dos Estivadores Partido Comunista Brasileiro                                                                                     |             |
|        | Antonio Benetazzo                            | 1 de novembro de 1941                                                   | 30 de outubro de 1972                                                                                                | professor(a) jornalista                                                                          | Movimento de Libertação Popular |             |
|        | Antonio Pregoni                              | 9 de julho de 1936                                                      | 21 de novembro de 1973                                                                                               | guerrilheiro operário                                                                            | Tupamaros |             |
|        | Antônio Alfredo de Lima                      | 1938                                                                    | data desconhecida (depois de 13 de outubro de 1973)                                                                  | camponês                                                                                         | Partido Comunista do Brasil |             |
|        | Antônio Araújo Veloso                        | 4 de dezembro de 1934                                                   | 31 de agosto de 1976                                                                                                 | camponês                                                                                         | nenhuma organização |             |
|        | Antônio Bem Cardoso                          | 21 de setembro de 1938                                                  | 1 de junho de 1970                                                                                                   | agricultor                                                                                       | Ação Libertadora Nacional |             |
|        | Antônio Carlos Bicalho Lana                  | 2 de março de 1949                                                      | 30 de novembro de 1973                                                                                               | estudante                                                                                        | Ação Libertadora Nacional |             |
|        | Antônio Carlos Monteiro Teixeira             | 22 de agosto de 1944                                                    | data desconhecida (depois de 20 de setembro de 1972)                                                                 | geólogo                                                                                          | Partido Comunista do Brasil |             |
|        | Antônio Carlos Nogueira Cabral               | 14 de outubro de 1948                                                   | 12 de abril de 1972                                                                                                  | estudante                                                                                        | Ação Libertadora Nacional |             |
|        | Antônio Carlos Silveira Alves                | data desconhecida                                                       | 1 de abril de 1964                                                                                                   | estudante                                                                                        | não consta/desconhecida |             |
|        | Antônio Ferreira Pinto                       | 16 de julho de 1932                                                     | data desconhecida (entre 14 de janeiro de 1974 e 30 de abril de 1974)                                                | alfaiate                                                                                         | Partido Comunista do Brasil |             |
|        | Antônio Guilherme Ribas                      | 20 de setembro de 1946                                                  | data desconhecida (depois de 28 de novembro de 1973)                                                                 | estudante bancário                                                                               | Partido Comunista do Brasil |             |
|        | Antônio Henrique Pereira Neto                | 28 de outubro de 1940                                                   | 27 de maio de 1969                                                                                                   | professor(a) sacerdote                                                                           | nenhuma organização |             |
|        | Antônio Joaquim Machado                      | 13 de setembro de 1939                                                  | data desconhecida (depois de 15 de fevereiro de 1971)                                                                | advogado(a)                                                                                      | Vanguarda Armada Revolucionária Palmares |             |
|        | Antônio Marcos Pinto de Oliveira             | 16 de fevereiro de 1950                                                 | 29 de março de 1972                                                                                                  | seminarista católico estudante                                                                   | Partido Comunista do Brasil - Ala Vermelha Vanguarda Armada Revolucionária Palmares                                                                 |             |
|        | Antônio Raymundo Lucena                      | 11 de setembro de 1921 11 de setembro de 1922                           | 20 de fevereiro de 1970                                                                                              | operário                                                                                         | Vanguarda Popular Revolucionária |             |
|        | Antônio Sérgio de Matos                      | 18 de fevereiro de 1948                                                 | 23 de setembro de 1971                                                                                               | estudante                                                                                        | Ação Libertadora Nacional |             |
|        | Antônio Teodoro de Castro                    | 12 de abril de 1945                                                     | data desconhecida (entre 25 de dezembro de 1973 e 27 de fevereiro de 1974)                                           | estudante                                                                                        | Partido Comunista do Brasil |             |
|        | Antônio de Pádua Costa                       | 12 de junho de 1943                                                     | data desconhecida (depois de 14 de janeiro de 1974)                                                                  | estudante                                                                                        | Ação Popular Partido Comunista do Brasil |             |
|        | Antônio dos Três Reis Oliveira               | 19 de novembro de 1948                                                  | 10 de maio de 1970 17 de maio de 1970                                                                                | estudante                                                                                        | Ação Libertadora Nacional |             |
|        | Ari da Rocha Miranda                         | data desconhecida                                                       | 11 de junho de 1970                                                                                                  | estudante                                                                                        | Ação Libertadora Nacional |             |
|        | Ari de Oliveira Mendes Cunha                 | data desconhecida                                                       | 1 de abril de 1964                                                                                                   |                                                                                                  | nenhuma organização |             |
|        | Arildo Valadão                               | 28 de dezembro de 1948                                                  | data desconhecida (depois de 24 de novembro de 1973)                                                                 | estudante                                                                                        | Partido Comunista do Brasil |             |
|        | Armando Teixeira Frutuoso                    | 20 de maio de 1921 20 de maio de 1923                                   | data desconhecida (depois de 7 de setembro de 1975)                                                                  | eletricista                                                                                      | Partido Comunista do Brasil |             |
|        | Arnaldo Cardoso Rocha                        | 28 de março de 1949                                                     | 15 de março de 1973                                                                                                  | político soldado                                                                                 | Ação Libertadora Nacional |             |
|        | Arno Preis                                   | 8 de julho de 1934                                                      | 15 de fevereiro de 1972                                                                                              | advogado(a)                                                                                      | Movimento de Libertação Popular |             |
|        | Ary Abreu Lima da Rosa                       | 28 de maio de 1949                                                      | 28 de outubro de 1970                                                                                                | estudante                                                                                        | Movimento estudantil brasileiro Partido Operário Comunista                                                                                          |             |
|        | Ary Cabrera Prates                           | 10 de setembro de 1931 9 de setembro de 1931                            | data desconhecida (depois de 5 de abril de 1976)                                                                     | carpinteiro empregado bancário                                                                   | Organización Popular Revolucionaria - 33 Orientales Resistencia Obrero Estudantil Federación Anarquista Uruguaya Partido por la Victoria del Pueblo |             |
|        | Augusto Soares da Cunha                      | 3 de junho de 1931                                                      | 1 de abril de 1964                                                                                                   |                                                                                                  | nenhuma organização |             |
|        | Aurora Maria Nascimento Furtado              | 17 de junho de 1946                                                     | 10 de novembro de 1972                                                                                               | estudante                                                                                        | Ação Libertadora Nacional |             |
|        | Avelmar Moreira de Barros                    | 11 de março de 1917                                                     | 24 de março de 1970                                                                                                  | agricultor                                                                                       | Vanguarda Armada Revolucionária Palmares M3G |             |
|        | Aylton Adalberto Mortati                     | 13 de janeiro de 1946                                                   | data desconhecida (depois de 4 de novembro de 1971)                                                                  | estudante advogado(a) veterano pianista                                                          | Movimento de Libertação Popular Ação Libertadora Nacional                                                                                           |             |
|        | Batista                                      | data desconhecida                                                       | data desconhecida (depois de 30 de abril de 1974)                                                                    |                                                                                                  | nenhuma organização |             |
|        | Benedito Gonçalves                           | 20 de agosto de 1931                                                    | 20 de agosto de 1979                                                                                                 | operário metalúrgico                                                                             | não consta/desconhecida |             |
|        | Benedito Pereira Serra                       | 8 de maio de 1913                                                       | 16 de maio de 1964 17 de maio de 1964                                                                                | agricultor sindicalista                                                                          | União dos Lavradores e Trabalhadores Agrícolas do Pará                                                                                              |             |
|        | Bergson Gurjão Farias                        | 17 de maio de 1947                                                      | data desconhecida (depois de 8 de maio de 1972)                                                                      | estudante                                                                                        | Guerrilha do Araguaia Partido Comunista do Brasil                                                                                                   |             |
|        | Bernardino Saraiva                           | data desconhecida                                                       | 14 de abril de 1964                                                                                                  | militar                                                                                          | não consta/desconhecida |             |
|        | Boanerges de Souza Massa                     | 7 de janeiro de 1938                                                    | data desconhecida (depois de 21 de dezembro de 1971)                                                                 | médico                                                                                           | Movimento de Libertação Popular |             |
|        | Caiupy Alves de Castro                       | 16 de agosto de 1928                                                    | data desconhecida (depois de 21 de novembro de 1973)                                                                 | bancário                                                                                         | não consta/desconhecida Partido Comunista Brasileiro                                                                                                |             |
|        | Carlos Alberto Soares de Freitas             | 12 de agosto de 1939                                                    | 15 de fevereiro de 1971                                                                                              | estudante jornalista                                                                             | Vanguarda Armada Revolucionária Palmares |             |
|        | Carlos Antunes da Silva                      | 12 de setembro de 1939                                                  | 16 de janeiro de 1970                                                                                                | escriturário                                                                                     | Grupos dos Onze |             |
|        | Carlos Eduardo Pires Fleury                  | 5 de janeiro de 1945                                                    | 10 de dezembro de 1971                                                                                               | estudante                                                                                        | Movimento de Libertação Popular |             |
|        | Carlos Lamarca                               | 27 de outubro de 1937                                                   | 17 de setembro de 1971                                                                                               | militar revolucionário                                                                           | Vanguarda Popular Revolucionária Movimento Revolucionário Oito de Outubro                                                                           |             |
|        | Carlos Marighella                            | 5 de dezembro de 1911                                                   | 4 de novembro de 1969                                                                                                | político                                                                                         | Ação Libertadora Nacional Partido Comunista Brasileiro                                                                                              |             |
|        | Carlos Nicolau Danielli                      | 14 de setembro de 1929                                                  | 30 de dezembro de 1972                                                                                               | político jornalista operário                                                                     | Partido Comunista do Brasil |             |
|        | Carlos Roberto Zanirato                      | 9 de novembro de 1949                                                   | 29 de junho de 1969                                                                                                  | soldado                                                                                          | Vanguarda Popular Revolucionária |             |
|        | Carlos Schirmer                              | 30 de março de 1896                                                     | 5 de maio de 1964 1 de abril de 1964 1 de maio de 1964                                                               | eletricista ascensorista                                                                         | Resistência Armada Nacionalista Partido Comunista do Brasil                                                                                         |             |
|        | Carmen Jacomini                              | 19 de maio de 1940                                                      | abril de 1977 | estudante                                                                                        | Vanguarda Popular Revolucionária |             |
|        | Cassimiro Luiz de Freitas                    | 11 de dezembro de 1912                                                  | 19 de março de 1970 18 de março de 1970                                                                              | agricultor                                                                                       | Vanguarda Armada Revolucionária Palmares |             |
|        | Catarina Helena Abi-Eçab                     | 29 de janeiro de 1947                                                   | 8 de novembro de 1968                                                                                                | estudante                                                                                        | Ação Libertadora Nacional |             |
|        | Celso Gilberto de Oliveira                   | 26 de junho de 1945                                                     | 30 de dezembro de 1970                                                                                               | corretor de imóveis                                                                              | Vanguarda Popular Revolucionária |             |
|        | Chael Charles Schreier                       | 23 de setembro de 1946 23 de abril de 1946                              | 24 de novembro de 1969 22 de novembro de 1969                                                                        | estudante                                                                                        | Vanguarda Armada Revolucionária Palmares |             |
|        | Cilon da Cunha Brum                          | 3 de fevereiro de 1943 3 de fevereiro de 1946                           | data desconhecida (depois de dezembro de 1973)                                                                       | estudante                                                                                        | Partido Comunista do Brasil |             |
|        | Ciro Flávio Salasar Oliveira                 | 26 de dezembro de 1943                                                  | 30 de setembro de 1972 outubro de 1972                                                                               | estudante                                                                                        | Partido Comunista do Brasil |             |
|        | Cloves Dias Amorim                           | 22 de julho de 1946                                                     | 23 de outubro de 1968                                                                                                | operário                                                                                         | não consta/desconhecida |             |
|        | Custódio Saraiva Neto                        | 5 de abril de 1952                                                      | data desconhecida (entre 25 de dezembro de 1973 e 15 de fevereiro de 1974)                                           | estudante secundarista                                                                           | Partido Comunista do Brasil |             |
|        | Célio Augusto Guedes                         | 21 de junho de 1920                                                     | 15 de agosto de 1972                                                                                                 | dentista                                                                                         | Partido Comunista Brasileiro |             |
|        | Daniel José de Carvalho                      | 13 de outubro de 1945                                                   | 13 de julho de 1974                                                                                                  | torneiro mecânico chofer                                                                         | Partido Comunista do Brasil - Ala Vermelha Vanguarda Popular Revolucionária Partido Comunista Brasileiro                                            |             |
|        | Daniel Ribeiro Callado                       | 16 de outubro de 1940                                                   | 28 de junho de 1974                                                                                                  | metalúrgico                                                                                      | Partido Comunista do Brasil |             |
|        | Darcy José dos Santos Mariante               | 29 de novembro de 1928                                                  | 8 de abril de 1966                                                                                                   | militar                                                                                          | Grupos dos Onze Partido Trabalhista Brasileiro |             |
|        | David Capistrano da Costa                    | 16 de novembro de 1913                                                  | data desconhecida (depois de 19 de março de 1974)                                                                    | político militar editor                                                                          | Partido Comunista Brasileiro |             |
|        | David Eduardo Chab Tarab Baabour             | 2 de maio de 1954                                                       | data desconhecida (depois de 10 de junho de 1976)                                                                    | estudante                                                                                        | nenhuma organização |             |
|        | David de Souza Meira                         | 22 de junho de 1943                                                     | 1 de abril de 1968                                                                                                   | escriturário                                                                                     | não consta/desconhecida |             |
|        | Dermeval da Silva Pereira                    | 16 de janeiro de 1945                                                   | data desconhecida (depois de 28 de março de 1974) data desconhecida (depois de janeiro de 1974)                      | advogado(a)                                                                                      | Partido Comunista do Brasil |             |
|        | Devanir José de Carvalho                     | 15 de julho de 1943                                                     | 7 de abril de 1971 5 de abril de 1971                                                                                | operário metalúrgico                                                                             | Movimento Revolucionário Tiradentes Partido Comunista do Brasil - Ala Vermelha Partido Comunista do Brasil                                          |             |
|        | Dilermano Melo Nascimento                    | 9 de fevereiro de 1920                                                  | 15 de agosto de 1964                                                                                                 | economista                                                                                       | não consta/desconhecida |             |
|        | Dimas Antônio Casemiro                       | 6 de março de 1946                                                      | data desconhecida (entre 17 de abril de 1971 e 19 de abril de 1971)                                                  | tipógrafo corretor de seguros vendedor                                                           | Movimento Revolucionário Tiradentes Partido Comunista do Brasil - Ala Vermelha Vanguarda Popular Revolucionária Partido Comunista do Brasil         |             |
|        | Dinaelza Coqueiro                            | 22 de março de 1949                                                     | 8 de abril de 1974 9 de abril de 1974 28 de dezembro de 1973                                                         | estudante                                                                                        | Partido Comunista do Brasil |             |
|        | Dinalva Oliveira Teixeira                    | 16 de maio de 1945                                                      | data desconhecida (depois de 25 de dezembro de 1973)                                                                 | geóloga                                                                                          | Partido Comunista do Brasil |             |
|        | Divino Ferreira de Souza                     | 12 de setembro de 1942                                                  | data desconhecida (entre 13 de outubro de 1973 e 14 de outubro de 1973)                                              | agricultor comerciante                                                                           | Partido Comunista do Brasil |             |
|        | Divo Fernandes D’Oliveira                    | 3 de janeiro de 1895                                                    | data desconhecida (depois de 1964)                                                                                   | marinheiro taifeiro                                                                              | Partido Comunista Brasileiro |             |
|        | Djalma Maranhão                              | 27 de novembro de 1915                                                  | 30 de julho de 1971                                                                                                  | político jornalista                                                                              | Partido Trabalhista Nacional Partido Social Progressista União Democrática Nacional Partido Comunista Brasileiro                                    |             |
|        | Dorival Ferreira                             | 5 de novembro de 1931                                                   | 3 de abril de 1970 2 de abril de 1970                                                                                | mecânico operário da construção civil                                                            | Ação Libertadora Nacional |             |
|        | Dr. Juca                                     | 24 de junho de 1941                                                     | data desconhecida (depois de 30 de setembro de 1972)                                                                 | guerrilheiro médico                                                                              | Partido Comunista do Brasil |             |
|        | Durvalino de Souza                           | 23 de outubro de 1947                                                   | data desconhecida (depois de 1973)                                                                                   | estudante                                                                                        | não consta/desconhecida |             |
|        | Dênis Casemiro                               | 9 de dezembro de 1942                                                   | 18 de maio de 1971                                                                                                   | agricultor camponês                                                                              | Vanguarda Popular Revolucionária |             |
|        | Edgar Aquino Duarte                          | 22 de fevereiro de 1941                                                 | junho de 1973 | militar ativista político(a) corretor de bolsa corretor de imóveis                               | nenhuma organização |             |
|        | Edinho                                       | 23 de novembro de 1949                                                  | 14 de março de 1974 14 de abril de 1974 março de 1974 janeiro de 1974                                                | estudante                                                                                        | Partido Comunista do Brasil |             |
|        | Edmur Péricles Camargo                       | 4 de novembro de 1914                                                   | data desconhecida (depois de 16 de junho de 1971)                                                                    | jornalista                                                                                       | M3G Ação Libertadora Nacional Partido Comunista Brasileiro                                                                                          |             |
|        | Edson Luís                                   | 24 de fevereiro de 1950                                                 | 28 de março de 1968                                                                                                  | estudante                                                                                        | nenhuma organização |             |
|        | Edson Neves Quaresma                         | 11 de dezembro de 1939                                                  | 5 de dezembro de 1970                                                                                                | marinheiro                                                                                       | Vanguarda Popular Revolucionária |             |
|        | Edu Barreto Leite                            | 20 de agosto de 1940                                                    | 13 de abril de 1964                                                                                                  | militar                                                                                          | não consta/desconhecida |             |
|        | Eduardo Antônio da Fonseca                   | 23 de fevereiro de 1947                                                 | 23 de setembro de 1971                                                                                               | estudante estudante secundarista                                                                 | Ação Libertadora Nacional |             |
|        | Eduardo Collen Leite                         | 28 de agosto de 1945                                                    | 8 de dezembro de 1970                                                                                                | ativista político(a) técnico                                                                     | Vanguarda Popular Revolucionária Organização Revolucionária Marxista Política Operária Ação Libertadora Nacional                                    |             |
|        | Eduardo Collier Filho                        | 5 de dezembro de 1948                                                   | data desconhecida (depois de 23 de fevereiro de 1974)                                                                | estudante                                                                                        | Ação Popular |             |
|        | Eduardo Gonzalo Escabosa                     | 5 de março de 1947                                                      | 2 de agosto de 1980                                                                                                  | ativista político(a)                                                                             | Montoneros |             |
|        | Eiraldo de Palha Freire                      | 15 de maio de 1946                                                      | 4 de julho de 1970                                                                                                   | corretor de bolsa                                                                                | Ação Libertadora Nacional |             |
|        | Elmo Corrêa                                  | 16 de abril de 1946                                                     | data desconhecida (entre 25 de dezembro de 1973 e 14 de agosto de 1974)                                              | estudante                                                                                        | Partido Comunista do Brasil |             |
|        | Elson Costa                                  | 26 de agosto de 1913                                                    | 15 de janeiro de 1975                                                                                                | político jornalista                                                                              | Partido Comunista Brasileiro |             |
|        | Elvaristo Alves da Silva                     | 28 de dezembro de 1923                                                  | 10 de abril de 1965                                                                                                  | agricultor                                                                                       | Partido Trabalhista Brasileiro |             |
|        | Emmanuel Bezerra dos Santos                  | 17 de junho de 1947                                                     | 4 de setembro de 1973                                                                                                | estudante                                                                                        | Partido Comunista Revolucionário |             |
|        | Enrique Ernesto Ruggia                       | 25 de julho de 1955                                                     | 13 de julho de 1974                                                                                                  | estudante                                                                                        | Vanguarda Popular Revolucionária |             |
|        | Epaminondas Gomes de Oliveira                | 16 de novembro de 1902                                                  | 20 de agosto de 1971                                                                                                 | artesão político professor(a) camponês                                                           | Partido Revolucionário dos Trabalhadores Partido Comunista Brasileiro                                                                               |             |
|        | Eremias Delizoicov                           | 27 de março de 1951                                                     | 16 de outubro de 1969                                                                                                | estudante                                                                                        | Vanguarda Popular Revolucionária |             |
|        | Esmeraldina Carvalho Cunha                   | 1 de abril de 1922                                                      | 20 de outubro de 1972                                                                                                | dona de casa                                                                                     | não consta/desconhecida |             |
|        | Eudaldo Gomes da Silva                       | 1 de outubro de 1947                                                    | data desconhecida (entre 7 de janeiro de 1973 e 9 de janeiro de 1973)                                                | estudante                                                                                        | Vanguarda Popular Revolucionária |             |
|        | Evaldo Luiz Ferreira de Souza                | 5 de junho de 1942                                                      | data desconhecida (entre 7 de janeiro de 1973 e 9 de janeiro de 1973)                                                | soldado veterano ativista político(a)                                                            | Movimento Nacionalista Revolucionário Vanguarda Popular Revolucionária                                                                              |             |
|        | Ezequias Bezerra da Rocha                    | 24 de dezembro de 1944                                                  | data desconhecida (entre 11 de março de 1972 e 12 de março de 1972)                                                  | geólogo                                                                                          | Partido Comunista Brasileiro |             |
|        | Feliciano Eugénio Neto                       | 11 de maio de 1920                                                      | 29 de setembro de 1976                                                                                               | membro da resistência metalúrgico                                                                | Partido Comunista Brasileiro |             |
|        | Fernando Augusto Valente da Fonseca          | 13 de janeiro de 1946 13 de janeiro de 1947                             | 29 de dezembro de 1972                                                                                               | bancário                                                                                         | Partido Comunista Brasileiro Revolucionário |             |
|        | Fernando Borges de Paula Ferreira            | 1 de outubro de 1945                                                    | 29 de julho de 1969 30 de julho de 1969                                                                              | estudante                                                                                        | Vanguarda Armada Revolucionária Palmares |             |
|        | Fernando Santa Cruz                          | 20 de fevereiro de 1948                                                 | data desconhecida (depois de 23 de fevereiro de 1974)                                                                | estudante                                                                                        | Ação Popular |             |
|        | Fernando da Silva Lembo                      | 5 de julho de 1952                                                      | 21 de junho de 1968 1 de julho de 1968                                                                               | comerciante                                                                                      | não consta/desconhecida |             |
|        | Flávio Ferreira da Silva                     | 7 de dezembro de 1934                                                   | 14 de abril de 1975                                                                                                  | jornalista                                                                                       | não consta/desconhecida |             |
|        | Flávio Molina                                | 8 de novembro de 1947                                                   | 7 de novembro de 1971                                                                                                | estudante ativista político(a)                                                                   | União Nacional dos Estudantes Ação Libertadora Nacional                                                                                             |             |
|        | Francisco Emanuel Penteado                   | 29 de dezembro de 1952                                                  | março de 1973 15 de março de 1973                                                                                    | aluno estudante estudante secundarista                                                           | Movimento de Libertação Popular Ação Libertadora Nacional                                                                                           |             |
|        | Francisco José de Oliveira                   | 5 de abril de 1943                                                      | 5 de novembro de 1971                                                                                                | estudante ativista político(a)                                                                   | Movimento de Libertação Popular |             |
|        | Francisco Manoel Chaves                      | 18 de abril de 1906                                                     | 21 de setembro de 1972 26 de setembro de 1972 29 de setembro de 1972 20 de setembro de 1972                          | político guerrilheiro                                                                            | Partido Comunista do Brasil |             |
|        | Francisco Seiko Okama                        | 2 de maio de 1947                                                       | 15 de março de 1973                                                                                                  | metalúrgico                                                                                      | Ação Libertadora Nacional |             |
|        | Francisco das Chagas Pereira                 | 2 de abril de 1944                                                      | data desconhecida (depois de 6 de agosto de 1971)                                                                    | militar servidor público policial bancário                                                       | Partido Comunista Brasileiro |             |
|        | Frederico Eduardo Mayr                       | 29 de outubro de 1948                                                   | 24 de fevereiro de 1972                                                                                              | estudante                                                                                        | Movimento de Libertação Popular |             |
|        | Félix Escobar Sobrinho                       | 22 de março de 1923                                                     | data desconhecida (entre setembro de 1971 e outubro de 1971)                                                         | pedreiro comerciante camponês                                                                    | Movimento Revolucionário Oito de Outubro Partido Comunista Brasileiro                                                                               |             |
|        | Gastone Lúcia Carvalho Beltrão               | 12 de janeiro de 1950                                                   | 22 de janeiro de 1972                                                                                                | estudante ativista política                                                                      | Ação Libertadora Nacional |             |
|        | Gelson Reicher                               | 20 de fevereiro de 1949                                                 | 20 de janeiro de 1972                                                                                                | estudante                                                                                        | Ação Libertadora Nacional |             |
|        | Geraldo Bernardo da Silva                    | 20 de agosto de 1925                                                    | 17 de julho de 1969                                                                                                  | ascensorista                                                                                     | Comitê Sindical dos Ferroviários da Estrada de Ferro Central do Brasil                                                                              |             |
|        | Gerardo Magela Fernandes Torres da Costa     | 1950                                                                    | 28 de maio de 1973                                                                                                   | jornalista                                                                                       | nenhuma organização |             |
|        | Gerosina Silva Pereira                       | 15 de julho de 1918                                                     | 9 de setembro de 1978                                                                                                | restauradora                                                                                     | Vanguarda Popular Revolucionária |             |
|        | Gerson Theodoro de Oliveira                  | 31 de agosto de 1947                                                    | 22 de março de 1971                                                                                                  | escriturário bancário                                                                            | Vanguarda Popular Revolucionária |             |
|        | Getúlio de Oliveira Cabral                   | 4 de abril de 1942                                                      | data desconhecida (depois de 29 de dezembro de 1972)                                                                 | operário                                                                                         | Partido Comunista Brasileiro Revolucionário |             |
|        | Gilberto Olímpio Maria                       | 11 de março de 1942                                                     | data desconhecida (depois de 25 de dezembro de 1973)                                                                 | jornalista                                                                                       | Partido Comunista do Brasil |             |
|        | Gildo Macedo Lacerda                         | 8 de julho de 1949                                                      | data desconhecida (depois de 28 de outubro de 1973)                                                                  | estudante                                                                                        | Ação Popular |             |
|        | Grenaldo de Jesus da Silva                   | 17 de abril de 1941                                                     | 30 de maio de 1972                                                                                                   | marinheiro                                                                                       | nenhuma organização |             |
|        | Guido Leão                                   | 1956                                                                    | 27 de setembro de 1979                                                                                               | metalúrgico                                                                                      | não consta/desconhecida |             |
|        | Guilherme Gomes Lund                         | 11 de julho de 1947                                                     | data desconhecida (depois de 25 de dezembro de 1973)                                                                 | estudante                                                                                        | Partido Comunista do Brasil |             |
|        | Gustavo Buarque Schiller                     | 19 de novembro de 1950                                                  | 22 de setembro de 1985                                                                                               | economista filósofo sociólogo                                                                    | Vanguarda Armada Revolucionária Palmares |             |
|        | Hamilton Fernando da Cunha                   | 1941                                                                    | 11 de fevereiro de 1969                                                                                              | político gráfico operário                                                                        | Vanguarda Popular Revolucionária |             |
|        | Hamilton Pereira Damasceno                   | 15 de março de 1948                                                     | data desconhecida (depois de fevereiro de 1972)                                                                      | técnico em laticínios                                                                            | Ação Libertadora Nacional |             |
|        | Helber José Gomes Goulart                    | 19 de setembro de 1944                                                  | 16 de julho de 1973                                                                                                  | datilógrafo apontador de obra                                                                    | Ação Libertadora Nacional |             |
|        | Helenira Resende de Souza Nazareth           | 11 de janeiro de 1944                                                   | data desconhecida (entre 28 de setembro de 1972 e 30 de setembro de 1972)                                            | estudante guerrilheira ativista política                                                         | União Nacional dos Estudantes Guerrilha do Araguaia Partido Comunista do Brasil                                                                     |             |
|        | Heleny Ferreira Telles Guariba               | 17 de março de 1941                                                     | data desconhecida (depois de 12 de julho de 1971)                                                                    | professora dramaturga professora universitária teatróloga ativista política professora de teatro | Vanguarda Popular Revolucionária |             |
|        | Henrique Cintra Ferreira Ornellas            | 1920                                                                    | 21 de agosto de 1973                                                                                                 | advogado(a)                                                                                      | nenhuma organização |             |
|        | Higino João Pio                              | 11 de janeiro de 1922                                                   | 3 de março de 1969                                                                                                   | comerciante                                                                                      | Partido Social Democrático (1945) |             |
|        | Hiram de Lima Pereira                        | 3 de outubro de 1913                                                    | data desconhecida (depois de 15 de janeiro de 1975)                                                                  | ator jornalista                                                                                  | Partido Comunista Brasileiro |             |
|        | Hiroaki Torigoe                              | 2 de dezembro de 1944                                                   | 5 de janeiro de 1972                                                                                                 | estudante                                                                                        | Movimento de Libertação Popular Vanguarda Popular Revolucionária Ação Libertadora Nacional                                                          |             |
|        | Honestino Guimarães                          | 28 de março de 1947                                                     | data desconhecida (depois de 10 de outubro de 1973)                                                                  | estudante                                                                                        | Ação Popular |             |
|        | Horacio Domingo Campiglia                    | 6 de junho de 1949                                                      | 11 de março de 1980                                                                                                  | militar estudante político guerrilheiro                                                          | Montoneros |             |
|        | Hélcio Pereira Fortes                        | 24 de janeiro de 1948                                                   | 30 de janeiro de 1972 28 de janeiro de 1972 29 de janeiro de 1972 31 de janeiro de 1972                              | estudante político jornalista ativista político(a)                                               | Ação Libertadora Nacional |             |
|        | Iara Iavelberg                               | 7 de maio de 1944                                                       | 20 de agosto de 1971                                                                                                 | psicóloga política professora universitária                                                      | Vanguarda Popular Revolucionária Movimento Revolucionário Oito de Outubro                                                                           |             |
|        | Idalísio Soares Aranha Filho                 | 21 de agosto de 1947                                                    | data desconhecida (depois de 13 de junho de 1972)                                                                    | estudante guerrilheiro ativista político(a)                                                      | Guerrilha do Araguaia Partido Comunista do Brasil                                                                                                   |             |
|        | Ieda Santos Delgado                          | 9 de julho de 1945                                                      | data desconhecida (depois de 11 de abril de 1974)                                                                    | advogada jornalista servidora pública funcionária pública                                        | Ação Libertadora Nacional |             |
|        | Iguatemi Zuchi Teixeira                      | 6 de fevereiro de 1944                                                  | 3 de julho de 1968                                                                                                   | comerciante                                                                                      | não consta/desconhecida |             |
|        | Inocêncio Pereira Alves                      | 1900                                                                    | 18 de março de 1967                                                                                                  | alfaiate                                                                                         | Partido Comunista Brasileiro |             |
|        | Ishiro Nagami                                | 1941                                                                    | 4 de setembro de 1969                                                                                                | professor(a)                                                                                     | Ação Libertadora Nacional |             |
|        | Ismael Silva de Jesus                        | 12 de agosto de 1953                                                    | 9 de agosto de 1972                                                                                                  | estudante secundarista                                                                           | Partido Comunista Brasileiro |             |
|        | Israel Tavares Roque                         | 3 de janeiro de 1929                                                    | data desconhecida (depois de 15 de novembro de 1964)                                                                 | contador editor de jornal                                                                        | Partido Comunista Brasileiro |             |
|        | Issami Nakamura Okano                        | 25 de novembro de 1945 23 de novembro de 1945                           | data desconhecida (depois de 14 de maio de 1974)                                                                     | estudante químico(a) assistente de pesquisa                                                      | Ação Libertadora Nacional |             |
|        | Itair José Veloso                            | 10 de junho de 1930                                                     | data desconhecida (depois de 25 de maio de 1975)                                                                     | operário                                                                                         | Partido Comunista Brasileiro |             |
|        | Iuri Xavier Pereira                          | 2 de agosto de 1948                                                     | 14 de junho de 1972                                                                                                  | estudante                                                                                        | Ação Libertadora Nacional |             |
|        | Ivan Mota Dias                               | 29 de outubro de 1942                                                   | data desconhecida (depois de 15 de maio de 1971)                                                                     | estudante                                                                                        | Vanguarda Popular Revolucionária |             |
|        | Ivan Rocha Aguiar                            | 14 de dezembro de 1941                                                  | 1 de abril de 1964                                                                                                   | estudante secundarista                                                                           | Movimento estudantil brasileiro Partido Comunista Brasileiro                                                                                        |             |
|        | Jaime Petit da Silva                         | 18 de junho de 1945                                                     | data desconhecida (depois de 22 de dezembro de 1973)                                                                 | engenheiro eletricista professor(a)                                                              | Partido Comunista do Brasil |             |
|        | James Allen da Luz                           | 21 de dezembro de 1938                                                  | data desconhecida (entre 24 de março de 1973 e 16 de novembro de 1977)                                               | estudante                                                                                        | Vanguarda Armada Revolucionária Palmares |             |
|        | Jana Moroni Barroso                          | 10 de junho de 1948                                                     | data desconhecida (entre 2 de janeiro de 1974 e 8 de fevereiro de 1974)                                              | estudante                                                                                        | Partido Comunista do Brasil |             |
|        | Jane Vanini                                  | 8 de setembro de 1945                                                   | 6 de dezembro de 1974                                                                                                | secretária estudante                                                                             | Movimento de Libertação Popular Ação Libertadora Nacional                                                                                           |             |
|        | Jarbas Pereira Marques                       | 27 de agosto de 1948                                                    | data desconhecida (entre 7 de janeiro de 1973 e 9 de janeiro de 1973)                                                | estudante comerciante                                                                            | Vanguarda Popular Revolucionária |             |
|        | Jayme Amorim Miranda                         | 18 de julho de 1926                                                     | data desconhecida (depois de 4 de fevereiro de 1975)                                                                 | advogado(a) jornalista                                                                           | Partido Comunista Brasileiro |             |
|        | Jean Henri Raya                              | 4 de agosto de 1944 5 de agosto de 1944                                 | data desconhecida (depois de 21 de novembro de 1973)                                                                 | empregado                                                                                        | não consta/desconhecida |             |
|        | Jeová Assis Gomes                            | 24 de agosto de 1943                                                    | 9 de janeiro de 1972                                                                                                 | físico estudante                                                                                 | Movimento de Libertação Popular |             |
|        | Joaquim Alencar de Seixas                    | 2 de janeiro de 1922                                                    | 17 de abril de 1971                                                                                                  | mecânico de manutenção de aeronaves operário                                                     | Movimento Revolucionário Tiradentes |             |
|        | Joaquim Câmara Ferreira                      | 5 de setembro de 1913                                                   | 23 de outubro de 1970                                                                                                | jornalista                                                                                       | Ação Libertadora Nacional Partido Comunista do Brasil                                                                                               |             |
|        | Joaquim Pires Cerveira                       | 14 de dezembro de 1923                                                  | data desconhecida (depois de 5 de dezembro de 1973)                                                                  | militar                                                                                          | Frente de Libertação Nacional |             |
|        | Joaquinzão                                   | data desconhecida                                                       | 1973 | camponês                                                                                         | não consta/desconhecida |             |
|        | Joel José de Carvalho                        | 13 de julho de 1948                                                     | data desconhecida (depois de 13 de julho de 1974)                                                                    | operário                                                                                         | Partido Comunista do Brasil - Ala Vermelha Vanguarda Popular Revolucionária Partido Comunista Brasileiro Partido Comunista do Brasil                |             |
|        | Joel Vasconcelos Santos                      | 9 de agosto de 1949                                                     | 19 de março de 1971                                                                                                  | estudante                                                                                        | Partido Comunista do Brasil |             |
|        | Joelson Crispim                              | 16 de abril de 1946 16 de abril de 1948                                 | 22 de abril de 1970 23 de abril de 1970                                                                              | operário                                                                                         | Vanguarda Popular Revolucionária |             |
|        | Jonas José Albuquerque Barros                | 15 de junho de 1946                                                     | 1 de abril de 1964                                                                                                   | estudante                                                                                        | Movimento estudantil brasileiro |             |
|        | Jorge Alberto Basso                          | 17 de fevereiro de 1951                                                 | data desconhecida (depois de 15 de abril de 1976)                                                                    | ativista político(a) professor de história                                                       | Partido Operário Comunista |             |
|        | Jorge Aprígio de Paula                       | 10 de fevereiro de 1938                                                 | 2 de abril de 1968 1 de abril de 1968                                                                                | estudante operário                                                                               | não consta/desconhecida |             |
|        | Jorge Leal Gonçalves Pereira                 | 25 de dezembro de 1938                                                  | 20 de outubro de 1970                                                                                                | engenheiro                                                                                       | Ação Popular |             |
|        | Jorge Oscar Adur                             | 19 de março de 1932                                                     | data desconhecida (depois de 26 de junho de 1980)                                                                    | padre católico                                                                                   | Montoneros |             |
|        | José Bartolomeu Rodrigues de Souza           | 5 de maio de 1949                                                       | 29 de dezembro de 1972                                                                                               | estudante secundarista                                                                           | Ação Popular Partido Comunista Brasileiro Revolucionário                                                                                            |             |
|        | José Campos Barreto                          | 2 de outubro de 1946                                                    | 17 de setembro de 1971                                                                                               | sindicalista metalúrgico                                                                         | Vanguarda Popular Revolucionária Movimento Revolucionário Oito de Outubro                                                                           |             |
|        | José Carlos Novaes da Mata Machado           | 20 de março de 1946                                                     | 28 de outubro de 1973                                                                                                | estudante                                                                                        | Ação Popular |             |
|        | José Carlos da Costa                         | data desconhecida                                                       | data desconhecida (depois de 3 de dezembro de 1973)                                                                  | operário                                                                                         | Vanguarda Armada Revolucionária Palmares |             |
|        | José Dalmo Guimarães Lins                    | 13 de março de 1937                                                     | 11 de fevereiro de 1971                                                                                              | representante comercial cronista                                                                 | Partido Comunista Brasileiro |             |
|        | José Gomes Teixeira                          | 30 de setembro de 1941                                                  | 23 de junho de 1971                                                                                                  | marinheiro                                                                                       | Movimento Revolucionário Oito de Outubro |             |
|        | José Guimarães                               | 4 de junho de 1948                                                      | 3 de outubro de 1968                                                                                                 | estudante                                                                                        | não consta/desconhecida |             |
|        | José Huberto Bronca                          | 8 de setembro de 1934                                                   | 13 de maio de 1974 13 de março de 1974 25 de dezembro de 1973                                                        | trabalhador operário                                                                             | Partido Comunista do Brasil |             |
|        | José Idésio Brianezi                         | 23 de março de 1946                                                     | 13 de abril de 1970 14 de abril de 1970                                                                              | vendedor                                                                                         | Ação Libertadora Nacional |             |
|        | José Inocêncio Barreto                       | 16 de outubro de 1940                                                   | 5 de outubro de 1972                                                                                                 | camponês                                                                                         | Sindicato dos Trabalhadores Rurais de Escada |             |
|        | José Júlio de Araújo                         | 22 de julho de 1943 21 de julho de 1943                                 | 18 de agosto de 1972                                                                                                 | comerciante bancário                                                                             | Ação Libertadora Nacional |             |
|        | José Lavecchia                               | 25 de maio de 1919                                                      | 17 de julho de 1970 13 de julho de 1974                                                                              | sapateiro                                                                                        | Vanguarda Popular Revolucionária |             |
|        | José Lima Piauhy Dourado                     | data desconhecida (entre 24 de março de 1946 e 30 de março de 1946)     | data desconhecida (entre 24 de dezembro de 1973 e 25 de janeiro de 1974)                                             | cinegrafista fotógrafo                                                                           | Partido Comunista do Brasil |             |
|        | José Manoel da Silva                         | 2 de dezembro de 1940                                                   | data desconhecida (depois de 7 de janeiro de 1973) data desconhecida (depois de 9 de janeiro de 1973)                | comerciante veterano                                                                             | Vanguarda Popular Revolucionária |             |
|        | José Maria Ferreira Araújo                   | 6 de junho de 1941                                                      | 23 de setembro de 1970                                                                                               | político marinheiro                                                                              | Vanguarda Popular Revolucionária |             |
|        | José Maurílio Patrício                       | 13 de setembro de 1944                                                  | outubro de 1974 | estudante                                                                                        | Partido Comunista do Brasil |             |
|        | José Maximino de Andrade Netto               | 20 de setembro de 1913                                                  | 18 de agosto de 1975                                                                                                 | policial militar                                                                                 | Partido Comunista Brasileiro |             |
|        | José Mendes de Sá Roriz                      | 30 de dezembro de 1927                                                  | 17 de fevereiro de 1973                                                                                              | militar ativista político(a)                                                                     | Partido Comunista Brasileiro |             |
|        | José Milton Barbosa                          | 22 de outubro de 1939                                                   | 5 de dezembro de 1971                                                                                                | estudante político militar                                                                       | Ação Libertadora Nacional |             |
|        | José Montenegro de Lima                      | 27 de outubro de 1943                                                   | data desconhecida (depois de 29 de setembro de 1975)                                                                 | técnico                                                                                          | Partido Comunista Brasileiro |             |
|        | José Nobre Parente                           | 17 de outubro de 1928                                                   | 20 de maio de 1966 19 de maio de 1966                                                                                | ferroviário operário da construção civil                                                         | não consta/desconhecida |             |
|        | José Pinheiro Jobim                          | 2 de agosto de 1909                                                     | 24 de março de 1979                                                                                                  | economista diplomata                                                                             | Partido Comunista Brasileiro |             |
|        | José Porfírio de Sousa                       | 12 de julho de 1913 27 de junho de 1912                                 | data desconhecida (depois de 7 de julho de 1973)                                                                     | político camponês                                                                                | Partido Revolucionário dos Trabalhadores |             |
|        | José Raimundo da Costa                       | 28 de dezembro de 1939                                                  | data desconhecida (depois de 5 de agosto de 1971)                                                                    | militar                                                                                          | Vanguarda Popular Revolucionária |             |
|        | José Roberto Arantes de Almeida              | 7 de fevereiro de 1943                                                  | 4 de novembro de 1971                                                                                                | estudante                                                                                        | Movimento de Libertação Popular Ação Libertadora Nacional Partido Comunista Brasileiro                                                              |             |
|        | José Roberto Spigner                         | 30 de dezembro de 1948                                                  | 17 de fevereiro de 1970                                                                                              | estudante                                                                                        | Movimento Revolucionário Oito de Outubro |             |
|        | José Roman                                   | 1 de outubro de 1904                                                    | data desconhecida (depois de 19 de março de 1974)                                                                    | metalúrgico                                                                                      | Partido Comunista Brasileiro |             |
|        | José Sabino                                  | data desconhecida                                                       | 19 de maio de 1966                                                                                                   |                                                                                                  | nenhuma organização |             |
|        | José Silton Pinheiro                         | 31 de maio de 1949                                                      | 29 de dezembro de 1972                                                                                               | estudante                                                                                        | Partido Comunista Brasileiro Revolucionário |             |
|        | José Soares dos Santos                       | 1952                                                                    | data desconhecida (entre 30 de janeiro de 1977 e 4 de fevereiro de 1977)                                             | mecânico                                                                                         | Guerrilha de Três Passos |             |
|        | José Toledo de Oliveira                      | 17 de julho de 1941                                                     | 21 de setembro de 1972 26 de setembro de 1972 29 de setembro de 1972 20 de setembro de 1972                          | advogado(a) bancário                                                                             | Partido Comunista Brasileiro |             |
|        | José Wilson Lessa Sabag                      | 25 de outubro de 1943                                                   | 3 de setembro de 1969                                                                                                | estudante                                                                                        | Ação Libertadora Nacional |             |
|        | José de Oliveira                             | data desconhecida                                                       | data desconhecida (depois de 1972)                                                                                   | camponês                                                                                         | nenhuma organização |             |
|        | José de Souza                                | 1931                                                                    | 17 de abril de 1964                                                                                                  | sindicalista                                                                                     | nenhuma organização |             |
|        | João Alfredo Dias                            | 23 de junho de 1932                                                     | data desconhecida (depois de setembro de 1964)                                                                       | sindicalista                                                                                     | Partido Comunista Brasileiro |             |
|        | João Antônio Santos Abi-Eçab                 | 4 de junho de 1943                                                      | 8 de novembro de 1968                                                                                                | estudante                                                                                        | Ação Libertadora Nacional |             |
|        | João Barcellos Martins                       | 23 de abril de 1898                                                     | 11 de abril de 1964                                                                                                  | médico                                                                                           | Partido Socialista Brasileiro |             |
|        | João Batista Franco Drummond                 | 28 de maio de 1942                                                      | 16 de dezembro de 1976                                                                                               | economista                                                                                       | Ação Popular Partido Comunista do Brasil |             |
|        | João Batista Rita                            | 24 de julho de 1948 24 de junho de 1948                                 | data desconhecida (depois de 5 de dezembro de 1973)                                                                  | estudante                                                                                        | Vanguarda Popular Revolucionária M3G |             |
|        | João Bosco Penido Burnier                    | 11 de junho de 1917                                                     | 12 de outubro de 1976                                                                                                | sacerdote                                                                                        | Conselho Indigenista Missionário |             |
|        | João Carlos Cavalcanti Reis                  | 8 de agosto de 1945                                                     | 30 de outubro de 1972                                                                                                | estudante                                                                                        | Movimento de Libertação Popular Ação Libertadora Nacional                                                                                           |             |
|        | João Domingues da Silva                      | 2 de abril de 1949                                                      | 23 de setembro de 1969                                                                                               | operário                                                                                         | Vanguarda Armada Revolucionária Palmares Vanguarda Popular Revolucionária                                                                           |             |
|        | João Gualberto Calatroni                     | 7 de janeiro de 1951                                                    | data desconhecida (depois de 13 de outubro de 1973)                                                                  | estudante                                                                                        | Partido Comunista do Brasil |             |
|        | João Leonardo Rocha                          | 4 de agosto de 1939                                                     | junho de 1975 | professor(a) advogado(a) bancário                                                                | Movimento de Libertação Popular |             |
|        | João Lucas Alves                             | 3 de novembro de 1935                                                   | 6 de março de 1969                                                                                                   | oficial                                                                                          | Comando de Libertação Nacional |             |
|        | João Massena Melo                            | 16 de agosto de 1919                                                    | data desconhecida (depois de 3 de abril de 1974)                                                                     | político metalúrgico                                                                             | Partido Comunista Brasileiro |             |
|        | João Mendes Araújo                           | 28 de julho de 1943 29 de abril de 1947                                 | 25 de janeiro de 1972 24 de janeiro de 1972                                                                          | agricultor eletricista                                                                           | Ação Libertadora Nacional |             |
|        | João Roberto Borges de Souza                 | 14 de outubro de 1946                                                   | 10 de outubro de 1969                                                                                                | estudante                                                                                        | Partido Comunista Brasileiro |             |
|        | João de Carvalho Barros                      | 24 de julho de 1908                                                     | 2 de abril de 1964                                                                                                   | veterinário                                                                                      | Partido Trabalhista Brasileiro |             |
|        | Juan Antonio Carrasco Forrastal              | 30 de janeiro de 1945                                                   | 28 de outubro de 1972                                                                                                | estudante                                                                                        | não consta/desconhecida |             |
|        | Juarez Guimarães de Brito                    | 22 de janeiro de 1938                                                   | 18 de abril de 1970 19 de abril de 1970                                                                              | sociólogo                                                                                        | Vanguarda Popular Revolucionária |             |
|        | Juarez Rodrigues Coelho                      | data desconhecida                                                       | data desconhecida (depois de 14 de agosto de 1972)                                                                   | camponês                                                                                         | não consta/desconhecida |             |
|        | Juvelino Andrés Carneiro da Fontoura Gularte | 4 de fevereiro de 1943                                                  | data desconhecida (depois de 30 de dezembro de 1977)                                                                 | estudante                                                                                        | Partido Comunista Revolucionário do Uruguai |             |
|        | Kleber Lemos da Silva                        | 21 de maio de 1942                                                      | data desconhecida (entre 29 de junho de 1972 e julho de 1972)                                                        | economista                                                                                       | Partido Comunista do Brasil |             |
|        | Labibe Elias Abduch                          | 1899                                                                    | 1 de abril de 1964                                                                                                   | dona de casa                                                                                     | nenhuma organização |             |
|        | Lauriberto José Reyes                        | 2 de março de 1945                                                      | 27 de fevereiro de 1972                                                                                              | estudante                                                                                        | Movimento de Libertação Popular União Nacional dos Estudantes                                                                                       |             |
|        | Leopoldo Chiapetti                           | 17 de junho de 1906                                                     | 21 de maio de 1965                                                                                                   | agricultor                                                                                       | Grupos dos Onze |             |
|        | Liliana Inés Goldemberg                      | 17 de setembro de 1953                                                  | 2 de agosto de 1980                                                                                                  | secretária estudante                                                                             | Montoneros |             |
|        | Lincoln Bicalho Roque                        | 25 de maio de 1945                                                      | 13 de março de 1973                                                                                                  | professor(a) sociólogo                                                                           | Partido Comunista do Brasil |             |
|        | Lincoln Cordeiro Oest                        | 17 de junho de 1907                                                     | 21 de dezembro de 1972                                                                                               | jornalista tabelião                                                                              | Partido Comunista do Brasil |             |
|        | Lorenzo Ismael Viñas                         | 20 de junho de 1955                                                     | 26 de junho de 1980                                                                                                  | estudante                                                                                        | Montoneros |             |
|        | Lourdes Maria Wanderley Pontes               | 31 de março de 1943                                                     | 29 de dezembro de 1972                                                                                               | estudante ilustradora                                                                            | Partido Comunista Brasileiro Revolucionário |             |
|        | Lourenço Camelo de Mesquita                  | 18 de agosto de 1926                                                    | 30 de julho de 1977                                                                                                  | taxista                                                                                          | Partido Comunista Brasileiro |             |
|        | Lourival de Moura Paulino                    | 1917                                                                    | 21 de maio de 1972                                                                                                   | comerciante barqueiro camponês                                                                   | não consta/desconhecida |             |
|        | Lucimar Brandão Guimarães                    | 8 de fevereiro de 1949                                                  | 31 de julho de 1970                                                                                                  | estudante                                                                                        | Vanguarda Armada Revolucionária Palmares |             |
|        | Lucindo Costa                                | 29 de maio de 1919                                                      | 26 de julho de 1967                                                                                                  | servidor público                                                                                 | Partido Comunista Brasileiro |             |
|        | Luis Paulo da Cruz Nunes                     | 13 de outubro de 1947                                                   | 22 de outubro de 1968                                                                                                | estudante                                                                                        | não consta/desconhecida Movimento estudantil brasileiro                                                                                             |             |
|        | Luiz Affonso Miranda da Costa Rodrigues      | 1951                                                                    | 25 de janeiro de 1970                                                                                                | estudante                                                                                        | Ação Libertadora Nacional |             |
|        | Luiz Almeida Araújo                          | 27 de agosto de 1943                                                    | 24 de junho de 1971                                                                                                  | estudante                                                                                        | Ação Libertadora Nacional |             |
|        | Luiz Carlos Almeida                          | 25 de novembro de 1945                                                  | 14 de setembro de 1973                                                                                               | físico professor universitário                                                                   | Partido Operário Comunista Organização Revolucionária Marxista Política Operária                                                                    |             |
|        | Luiz Carlos Augusto                          | 18 de novembro de 1944                                                  | 23 de outubro de 1968                                                                                                | escriturário                                                                                     | não consta/desconhecida Movimento estudantil brasileiro                                                                                             |             |
|        | Luiz Eduardo Merlino                         | 18 de outubro de 1948 18 de outubro de 1947                             | 19 de julho de 1971                                                                                                  | jornalista                                                                                       | Partido Operário Comunista |             |
|        | Luiz Eurico Tejera Lisbôa                    | 19 de janeiro de 1948                                                   | 2 de setembro de 1972 23 de setembro de 1972                                                                         | escriturário                                                                                     | Ação Libertadora Nacional |             |
|        | Luiz Fogaça Balboni                          | 25 de maio de 1945                                                      | 25 de setembro de 1969                                                                                               | professor(a) desenhista                                                                          | Ação Libertadora Nacional |             |
|        | Luiz Ghilardini                              | 1 de junho de 1920                                                      | 4 de janeiro de 1973                                                                                                 | jornalista ferreiro operário                                                                     | Partido Comunista do Brasil |             |
|        | Luiz Gonzaga dos Santos                      | 18 de junho de 1919                                                     | 13 de setembro de 1967                                                                                               | político comerciante militar                                                                     | Partido Comunista Brasileiro |             |
|        | Luiz Hirata                                  | 23 de novembro de 1944                                                  | 20 de dezembro de 1971                                                                                               | estudante metalúrgico                                                                            | Ação Popular |             |
|        | Luiz Ignácio Maranhão Filho                  | 25 de janeiro de 1921                                                   | data desconhecida (depois de 3 de abril de 1974)                                                                     | professor(a) advogado(a) jornalista                                                              | Partido Comunista Brasileiro |             |
|        | Luiz José da Cunha                           | 2 de setembro de 1943                                                   | 13 de julho de 1973                                                                                                  | estudante político                                                                               | Ação Libertadora Nacional Partido Comunista Brasileiro                                                                                              |             |
|        | Luiz Renato Pires de Almeida                 | 18 de novembro de 1944                                                  | 2 de outubro de 1970                                                                                                 | estudante                                                                                        | Guerrilha de Ñancahuazú |             |
|        | Luiz Renato do Lago Faria                    | 22 de outubro de 1952                                                   | data desconhecida (depois de 7 de fevereiro de 1980)                                                                 | estudante                                                                                        | não consta/desconhecida |             |
|        | Luiz René Silveira e Silva                   | 15 de julho de 1951                                                     | data desconhecida (entre 19 de janeiro de 1974 e março de 1974)                                                      | estudante                                                                                        | Partido Comunista do Brasil |             |
|        | Luiz Vieira                                  | data desconhecida                                                       | dezembro de 1973 | camponês                                                                                         | Partido Comunista do Brasil |             |
|        | Luiza Garlippe                               | 16 de outubro de 1941                                                   | data desconhecida (depois de 25 de dezembro de 1973)                                                                 | enfermeira                                                                                       | Partido Comunista do Brasil |             |
|        | Luís Alberto Andrade de Sá e Benevides       | 28 de setembro de 1942                                                  | 8 de março de 1972                                                                                                   | estudante bancário                                                                               | Partido Comunista Brasileiro Revolucionário |             |
|        | Luís Antônio Santa Bárbara                   | 8 de dezembro de 1946                                                   | 28 de agosto de 1971                                                                                                 | estudante tipógrafo professor(a)                                                                 | Movimento Revolucionário Oito de Outubro |             |
|        | Lyda Monteiro da Silva                       | 5 de dezembro de 1920                                                   | 27 de agosto de 1980                                                                                                 | secretária                                                                                       | não consta/desconhecida Ordem dos Advogados do Brasil                                                                                               |             |
|        | Líbero Castiglia                             | 4 de julho de 1944                                                      | data desconhecida (depois de 25 de dezembro de 1973)                                                                 | metalúrgico                                                                                      | Partido Comunista do Brasil |             |
|        | Lígia Maria Salgado Nóbrega                  | 30 de julho de 1947                                                     | 29 de março de 1972                                                                                                  | estudante professora                                                                             | Vanguarda Armada Revolucionária Palmares |             |
|        | Lúcia Maria de Souza                         | 22 de junho de 1944                                                     | 24 de outubro de 1973                                                                                                | estudante                                                                                        | Partido Comunista do Brasil |             |
|        | Lúcio Petit da Silva                         | 1 de dezembro de 1943                                                   | 28 de abril de 1974 março de 1974 21 de abril de 1974 2 de maio de 1975 14 de janeiro de 1974 29 de novembro de 1973 | engenheiro engenheiro eletricista                                                                | Partido Comunista do Brasil |             |
|        | Manoel Aleixo da Silva                       | 4 de junho de 1931                                                      | 29 de agosto de 1973                                                                                                 | camponês                                                                                         | Partido Comunista Revolucionário Ligas camponesas                                                                                                   |             |
|        | Manoel Alves de Oliveira                     | 21 de outubro de 1934                                                   | 8 de maio de 1964 | militar                                                                                          | Partido Comunista Brasileiro |             |
|        | Manoel Custodio Martins                      | 22 de maio de 1934                                                      | 7 de fevereiro de 1978                                                                                               | professor(a)                                                                                     | Partido Trabalhista Brasileiro |             |
|        | Manoel Fiel Filho                            | 7 de janeiro de 1927                                                    | 17 de janeiro de 1976                                                                                                | metalúrgico                                                                                      | Partido Comunista Brasileiro |             |
|        | Manoel José Mendes Nunes de Abreu            | 1 de janeiro de 1949                                                    | 23 de setembro de 1971                                                                                               | estudante                                                                                        | Ação Libertadora Nacional |             |
|        | Manoel José Nurchis                          | 19 de dezembro de 1940                                                  | 30 de setembro de 1972 setembro de 1972                                                                              | operário                                                                                         | Guerrilha do Araguaia Partido Comunista do Brasil                                                                                                   |             |
|        | Manoel Raimundo Soares                       | 15 de março de 1936                                                     | data desconhecida (entre 13 de agosto de 1966 e 20 de agosto de 1966)                                                | militar                                                                                          | Guerrilha de Três Passos |             |
|        | Manoel Rodrigues Ferreira                    | 6 de março de 1950                                                      | 5 de agosto de 1968                                                                                                  | estudante comerciante                                                                            | não consta/desconhecida |             |
|        | Manuel Lisboa                                | 21 de fevereiro de 1944                                                 | 4 de setembro de 1973 16 de agosto de 1973                                                                           | estudante ativista ativista político(a)                                                          | Partido Comunista Revolucionario Partido Comunista Revolucionário Partido Comunista do Brasil                                                       |             |
|        | Marco Antônio Brás de Carvalho               | 5 de janeiro de 1940                                                    | 28 de janeiro de 1969                                                                                                | político desenhista mecânico                                                                     | Ação Libertadora Nacional |             |
|        | Marcos Antônio Dias Baptista                 | 7 de agosto de 1954                                                     | data desconhecida (depois de maio de 1970)                                                                           | estudante servidor público estudante secundarista                                                | União Brasileira dos Estudantes Secundaristas Vanguarda Armada Revolucionária Palmares                                                              |             |
|        | Marcos Antônio da Silva Lima                 | 21 de outubro de 1941                                                   | 14 de janeiro de 1970                                                                                                | militar                                                                                          | Partido Comunista Brasileiro Revolucionário |             |
|        | Marcos Basílio Arocena da Silva Guimarães    | 10 de dezembro de 1940                                                  | data desconhecida (depois de 9 de julho de 1976)                                                                     | dramaturgo                                                                                       | não consta/desconhecida |             |
|        | Marcos José de Lima                          | 3 de novembro de 1947                                                   | data desconhecida (depois de 20 de dezembro de 1973)                                                                 | ferreiro operário                                                                                | Partido Comunista do Brasil |             |
|        | Marcos Nonato da Fonseca                     | 1 de junho de 1953                                                      | 14 de junho de 1972                                                                                                  | estudante estudante secundarista                                                                 | Ação Libertadora Nacional |             |
|        | Margarida Maria Alves                        | 5 de agosto de 1933                                                     | 12 de agosto de 1983                                                                                                 | sindicalista camponesa                                                                           | Sindicato dos Trabalhadores Rurais de Alagoa Grande                                                                                                 |             |
|        | Maria Augusta Thomaz                         | 14 de novembro de 1947                                                  | data desconhecida (depois de 17 de maio de 1973)                                                                     | estudante                                                                                        | Movimento de Libertação Popular Ação Libertadora Nacional                                                                                           |             |
|        | Maria Auxiliadora Lara Barcelos              | 25 de março de 1945                                                     | 1 de junho de 1976                                                                                                   | estudante                                                                                        | Vanguarda Armada Revolucionária Palmares |             |
|        | Maria Célia Corrêa                           | 30 de abril de 1945                                                     | data desconhecida (depois de 2 de janeiro de 1974)                                                                   | bancária                                                                                         | Partido Comunista do Brasil |             |
|        | Maria Lúcia Petit                            | 20 de março de 1950                                                     | 16 de junho de 1972                                                                                                  | professora                                                                                       | Partido Comunista do Brasil |             |
|        | Maria Regina Lobo Leite Figueiredo           | 5 de junho de 1938                                                      | 29 de março de 1972                                                                                                  | professora                                                                                       | Vanguarda Armada Revolucionária Palmares |             |
|        | Maria Regina Marcondes Pinto                 | 17 de julho de 1946                                                     | data desconhecida (depois de 10 de abril de 1976)                                                                    | estudante professora bancária                                                                    | Movimento de Esquerda Revolucionária |             |
|        | Maria Ângela Ribeiro                         | 1946                                                                    | 21 de junho de 1968                                                                                                  | comerciante                                                                                      | não consta/desconhecida |             |
|        | Mariano Joaquim da Silva                     | data desconhecida (entre 2 de maio de 1930 e 8 de maio de 1930)         | data desconhecida (depois de 31 de maio de 1971)                                                                     | sapateiro lavrador                                                                               | Vanguarda Armada Revolucionária Palmares |             |
|        | Marilene Villas-Boas                         | 8 de julho de 1948                                                      | 3 de abril de 1971                                                                                                   | estudante                                                                                        | Movimento Revolucionário Oito de Outubro |             |
|        | Massafumi Yoshinaga                          | 22 de janeiro de 1949                                                   | 7 de junho de 1976                                                                                                   | estudante                                                                                        | Vanguarda Popular Revolucionária |             |
|        | Maurício Grabois                             | 2 de outubro de 1912                                                    | 25 de dezembro de 1973                                                                                               | político guerrilheiro                                                                            | Partido Comunista Brasileiro Guerrilha do Araguaia Partido Comunista do Brasil                                                                      |             |
|        | Maurício Guilherme da Silveira               | 3 de fevereiro de 1951                                                  | 22 de março de 1971                                                                                                  | estudante                                                                                        | Vanguarda Popular Revolucionária |             |
|        | Merival Araújo                               | 4 de janeiro de 1949                                                    | 14 de abril de 1973                                                                                                  | estudante professor(a)                                                                           | Resistência Armada Nacionalista Ação Libertadora Nacional                                                                                           |             |
|        | Miguel Pereira dos Santos                    | 12 de julho de 1943                                                     | 30 de outubro de 1972 21 de setembro de 1972 26 de setembro de 1972 29 de setembro de 1972 20 de setembro de 1972    | bancário                                                                                         | Partido Comunista do Brasil |             |
|        | Miguel Sabat Nuet                            | 12 de março de 1923                                                     | data desconhecida (depois de 30 de novembro de 1973)                                                                 | vendedor                                                                                         | não consta/desconhecida |             |
|        | Milton Soares de Castro                      | 23 de junho de 1940                                                     | 28 de abril de 1967                                                                                                  | metalúrgico                                                                                      | Movimento Nacionalista Revolucionário |             |
|        | Márcio Beck Machado                          | 16 de janeiro de 1943                                                   | 17 de maio de 1973                                                                                                   | estudante economista                                                                             | Movimento de Libertação Popular |             |
|        | Mário Alves                                  | 14 de junho de 1923                                                     | 17 de janeiro de 1970 16 de janeiro de 1970                                                                          | político jornalista                                                                              | Partido Comunista Brasileiro Revolucionário Partido Comunista Brasileiro                                                                            |             |
|        | Mário de Souza Prata                         | 26 de setembro de 1945                                                  | 3 de abril de 1971                                                                                                   | estudante                                                                                        | Movimento Revolucionário Oito de Outubro |             |
|        | Míriam Lopes Verbena                         | 11 de fevereiro de 1946                                                 | 8 de março de 1972                                                                                                   | professora                                                                                       | Partido Comunista Brasileiro Revolucionário |             |
|        | Mónica Suzana Pinus de Binstock              | 30 de janeiro de 1953                                                   | data desconhecida (depois de 12 de março de 1980)                                                                    |                                                                                                  | Montoneros |             |
|        | Napoleão Felipe Biscaldi                     | 1911                                                                    | 27 de fevereiro de 1972                                                                                              | aposentado servidor público                                                                      | nenhuma organização |             |
|        | Nativo da Natividade de Oliveira             | 20 de novembro de 1953                                                  | 23 de outubro de 1985                                                                                                | político                                                                                         | Partido dos Trabalhadores Central Única dos Trabalhadores                                                                                           |             |
|        | Neide Alves dos Santos                       | 12 de setembro de 1944                                                  | 7 de janeiro de 1976                                                                                                 | política                                                                                         | Partido Comunista Brasileiro |             |
|        | Nelson José de Almeida                       | outubro de 1947                                                         | data desconhecida (depois de 11 de abril de 1969)                                                                    | estudante ativista político(a)                                                                   | Corrente Revolucionária de Minas Gerais Comando de Libertação Nacional Partido Comunista do Brasil                                                  |             |
|        | Nelson Lima Piauhy Dourado                   | 3 de maio de 1941                                                       | 2 de janeiro de 1974                                                                                                 | servidor público                                                                                 | Partido Comunista do Brasil |             |
|        | Nelson de Souza Kohl                         | 25 de janeiro de 1940                                                   | 16 de setembro de 1973 17 de setembro de 1973                                                                        | professor(a) tradutor                                                                            | Partido Operário Comunista |             |
|        | Nestor Vera                                  | 19 de maio de 1915 19 de julho de 1915                                  | data desconhecida (depois de abril de 1975)                                                                          | agricultor jornalista camponês                                                                   | Partido Comunista Brasileiro |             |
|        | Newton Eduardo de Oliveira                   | 13 de outubro de 1921                                                   | 1 de setembro de 1964                                                                                                | gráfico sindicalista                                                                             | Comando Geral dos Trabalhadores Partido Comunista Brasileiro                                                                                        |             |
|        | Nilda Carvalho Cunha                         | 5 de julho de 1954                                                      | 14 de novembro de 1971                                                                                               | estudante secundarista bancária                                                                  | Movimento Revolucionário Oito de Outubro |             |
|        | Nilton Rosa da Silva                         | 2 de fevereiro de 1949                                                  | 15 de junho de 1973                                                                                                  | estudante                                                                                        | Movimento de Esquerda Revolucionária |             |
|        | Norberto Armando Habeger                     | 9 de agosto de 1941                                                     | data desconhecida (depois de 31 de julho de 1978)                                                                    | jornalista                                                                                       | Montoneros |             |
|        | Norberto Nehring                             | 20 de setembro de 1940                                                  | 24 de abril de 1970                                                                                                  | economista                                                                                       | Ação Libertadora Nacional |             |
|        | Odair José Brunocilla                        | 18 de novembro de 1937                                                  | data desconhecida (depois de 6 de maio de 1978)                                                                      | despachante                                                                                      | não consta/desconhecida |             |
|        | Odijas Carvalho de Souza                     | 21 de outubro de 1945                                                   | 8 de fevereiro de 1971                                                                                               | estudante                                                                                        | Partido Comunista Brasileiro Revolucionário |             |
|        | Olavo Hanssen                                | 14 de dezembro de 1937                                                  | 8 de maio de 1970 9 de maio de 1970                                                                                  | ativista político(a) metalúrgico                                                                 | Partido Operário Revolucionário Trotskista |             |
|        | Onofre Ilha Dornelles                        | 21 de julho de 1918                                                     | 28 de dezembro de 1964                                                                                               | ferroviário                                                                                      | Partido Trabalhista Brasileiro |             |
|        | Onofre Pinto                                 | 26 de janeiro de 1937                                                   | data desconhecida (depois de 13 de julho de 1974)                                                                    | operário                                                                                         | Vanguarda Popular Revolucionária |             |
|        | Orlando Momente                              | 10 de outubro de 1933                                                   | data desconhecida (entre 25 de dezembro de 1973 e 25 de janeiro de 1974)                                             | político operário                                                                                | Partido Comunista do Brasil |             |
|        | Orlando da Silva Rosa Bonfim Júnior          | 14 de janeiro de 1915                                                   | data desconhecida (depois de 8 de outubro de 1975)                                                                   | advogado(a)                                                                                      | Partido Comunista Brasileiro |             |
|        | Ornalino Cândido da Silva                    | 1949                                                                    | 1 de abril de 1968                                                                                                   | estudante lavador de veículos servente de pedreiro                                               | Movimento estudantil brasileiro |             |
|        | Orocílio Martins Gonçalves                   | 23 de outubro de 1954                                                   | 30 de julho de 1979                                                                                                  | operário                                                                                         | Movimento dos Trabalhadores na Construção Civil |             |
|        | Osvaldão                                     | 27 de abril de 1938                                                     | data desconhecida (depois de 7 de fevereiro de 1974)                                                                 | engenheiro político atleta                                                                       | Partido Comunista do Brasil |             |
|        | Otoniel Campo Barreto                        | 11 de abril de 1951                                                     | 28 de agosto de 1971                                                                                                 | camponês                                                                                         | Movimento Revolucionário Oito de Outubro |             |
|        | Otávio Soares Ferreira da Cunha              | 1898                                                                    | 4 de abril de 1964                                                                                                   | farmacêutico                                                                                     | não consta/desconhecida |             |
|        | Pauline Philipe Reichstul                    | 18 de julho de 1947                                                     | data desconhecida (depois de 7 de janeiro de 1973) data desconhecida (depois de 9 de janeiro de 1973)                | psicóloga                                                                                        | Vanguarda Popular Revolucionária |             |
|        | Paulo Costa Ribeiro Bastos                   | 16 de fevereiro de 1945                                                 | data desconhecida (depois de 11 de julho de 1972)                                                                    | engenheiro                                                                                       | Movimento Revolucionário Oito de Outubro |             |
|        | Paulo César Botelho Massa                    | 5 de outubro de 1945                                                    | data desconhecida (depois de 30 de janeiro de 1972)                                                                  | estudante bancário                                                                               | Ação Libertadora Nacional |             |
|        | Paulo Guerra Tavares                         | 22 de agosto de 1937                                                    | 29 de maio de 1972                                                                                                   | dentista militar vendedor                                                                        | Vanguarda Popular Revolucionária |             |
|        | Paulo Mendes Rodrigues                       | 25 de setembro de 1931                                                  | 25 de dezembro de 1973                                                                                               | economista                                                                                       | Partido Comunista do Brasil |             |
|        | Paulo Roberto Pereira Marques                | 14 de maio de 1949                                                      | data desconhecida (depois de 25 de dezembro de 1973)                                                                 | bancário                                                                                         | Partido Comunista do Brasil |             |
|        | Paulo Stuart Wright                          | 2 de julho de 1933 2 de junho de 1933                                   | data desconhecida (depois de 1 de setembro de 1973)                                                                  | político operário sociólogo                                                                      | Ação Popular |             |
|        | Paulo Torres Gonçalves                       | 28 de dezembro de 1949                                                  | data desconhecida (depois de 26 de março de 1969)                                                                    | estudante                                                                                        | não consta/desconhecida |             |
|        | Paulo de Tarso Celestino                     | 26 de maio de 1944                                                      | data desconhecida (depois de 12 de julho de 1971)                                                                    | advogado(a)                                                                                      | Ação Libertadora Nacional |             |
|        | Pedro Alexandrino de Oliveira Filho          | 19 de março de 1947                                                     | data desconhecida (depois de 4 de agosto de 1974)                                                                    | estudante bancário                                                                               | Partido Comunista do Brasil |             |
|        | Pedro Carretel                               | data desconhecida                                                       | data desconhecida (depois de 2 de janeiro de 1974)                                                                   | camponês                                                                                         | não consta/desconhecida |             |
|        | Pedro Domiense de Oliveira                   | 14 de maio de 1921                                                      | 7 de maio de 1964 | servidor público                                                                                 | Partido Comunista Brasileiro |             |
|        | Pedro Inácio de Araújo                       | 8 de junho de 1909                                                      | setembro de 1964 | sapateiro camponês                                                                               | Ligas camponesas Partido Comunista Brasileiro |             |
|        | Pedro Jerônimo de Souza                      | 30 de junho de 1912                                                     | 17 de setembro de 1975                                                                                               | empresário                                                                                       | Partido Comunista Brasileiro |             |
|        | Pedro Ventura Felipe de Araújo Pomar         | 23 de setembro de 1913                                                  | 16 de dezembro de 1976                                                                                               | político                                                                                         | Partido Comunista do Brasil |             |
|        | Pinto                                        | 16 de dezembro de 1911                                                  | 8 de agosto de 1975                                                                                                  | militar                                                                                          | Partido Comunista Brasileiro |             |
|        | Péricles Gusmão Régis                        | 5 de dezembro de 1925                                                   | 12 de maio de 1964                                                                                                   | político gerente de transporte                                                                   | Movimento Trabalhista Renovador |             |
|        | Raimundo Eduardo da Silva                    | 23 de março de 1948                                                     | 5 de janeiro de 1971                                                                                                 | estudante metalúrgico                                                                            | Ação Popular |             |
|        | Raimundo Ferreira Lima                       | 22 de junho de 1937                                                     | 29 de maio de 1980                                                                                                   | sindicalista camponês                                                                            | Comissão Pastoral da Terra |             |
|        | Raimundo Gonçalves Figueiredo                | 23 de março de 1939                                                     | data desconhecida (depois de 27 de abril de 1971)                                                                    | bancário                                                                                         | Vanguarda Armada Revolucionária Palmares |             |
|        | Raimundo Nonato Paz                          | data desconhecida                                                       | 2 de janeiro de 1971                                                                                                 | camponês                                                                                         | nenhuma organização |             |
|        | Ramires Maranhão do Vale                     | 21 de novembro de 1950                                                  | data desconhecida (depois de 27 de outubro de 1973)                                                                  | estudante secundarista                                                                           | Partido Comunista Brasileiro Revolucionário |             |
|        | Ranúsia Alves Rodrigues                      | 18 de junho de 1945                                                     | 27 de outubro de 1973                                                                                                | estudante                                                                                        | Partido Comunista Brasileiro Revolucionário |             |
|        | Raul Amaro Nin Ferreira                      | 2 de junho de 1944                                                      | 11 de agosto de 1971 12 de agosto de 1971                                                                            | engenheiro                                                                                       | Movimento Revolucionário Oito de Outubro |             |
|        | Reinaldo Silveira Pimenta                    | 4 de março de 1945                                                      | 27 de junho de 1969                                                                                                  | estudante                                                                                        | Movimento Revolucionário Oito de Outubro |             |
|        | Roberto Adolfo Val Cazorla                   | 4 de abril de 1954                                                      | data desconhecida (depois de 22 de dezembro de 1976)                                                                 | estudante                                                                                        | Montoneros |             |
|        | Roberto Cietto                               | 12 de outubro de 1936                                                   | 4 de setembro de 1969                                                                                                | ativista político(a)                                                                             | Movimento de Ação Revolucionária |             |
|        | Roberto Macarini                             | 15 de julho de 1950                                                     | 17 de abril de 1970 28 de abril de 1970                                                                              | bancário                                                                                         | Vanguarda Popular Revolucionária |             |
|        | Roberto Rascardo Rodrigues                   | 3 de março de 1956                                                      | data desconhecida (depois de 17 de fevereiro de 1977)                                                                | estudante                                                                                        | Unión de Estudiantes Secundarios |             |
|        | Rodolfo de Carvalho Troiano                  | 2 de abril de 1949                                                      | data desconhecida (entre 24 de outubro de 1973 e 12 de janeiro de 1974)                                              | estudante                                                                                        | Partido Comunista do Brasil |             |
|        | Ronaldo Mouth Queiroz                        | 18 de dezembro de 1947                                                  | 6 de abril de 1973                                                                                                   | estudante                                                                                        | Ação Libertadora Nacional |             |
|        | Rosalindo Souza                              | 2 de janeiro de 1940                                                    | data desconhecida (entre 16 de agosto de 1973 e setembro de 1973)                                                    | advogado(a)                                                                                      | Partido Comunista do Brasil |             |
|        | Rubens Paiva                                 | 26 de dezembro de 1929                                                  | data desconhecida (depois de 20 de janeiro de 1971)                                                                  | engenheiro político                                                                              | Partido Trabalhista Brasileiro |             |
|        | Rui Osvaldo Aguiar Pfützenreuter             | 3 de novembro de 1942                                                   | 15 de abril de 1972 14 de abril de 1972                                                                              | jornalista metalúrgico                                                                           | Partido Operário Revolucionário Trotskista |             |
|        | Ruy Carlos Vieira Berbert                    | 16 de dezembro de 1947                                                  | data desconhecida (depois de 2 de janeiro de 1972)                                                                   | estudante professor(a)                                                                           | Movimento de Libertação Popular |             |
|        | Ruy Frasão Soares                            | 4 de outubro de 1941                                                    | data desconhecida (depois de 27 de maio de 1974)                                                                     | lojista servidor público                                                                         | Ação Popular Partido Comunista do Brasil |             |
|        | Sabino Alves da Silva                        | data desconhecida                                                       | 17 de agosto de 1972                                                                                                 | camponês                                                                                         | não consta/desconhecida |             |
|        | Santo Dias                                   | 22 de fevereiro de 1942                                                 | 30 de outubro de 1979                                                                                                | operário                                                                                         | Pastoral Operária |             |
|        | Sebastião Gomes dos Santos                   | data desconhecida                                                       | 30 de maio de 1969                                                                                                   | agricultor                                                                                       | Comando de Libertação Nacional |             |
|        | Sebastião Vieira da Silva                    | data desconhecida                                                       | 27 de janeiro de 1972                                                                                                | camponês                                                                                         | não consta/desconhecida |             |
|        | Severino Elias de Melo                       | 20 de julho de 1913                                                     | 30 de julho de 1965                                                                                                  | comerciante                                                                                      | não consta/desconhecida |             |
|        | Severino Viana Colou                         | 1930                                                                    | data desconhecida (depois de 24 de maio de 1969)                                                                     | militar policial                                                                                 | Comando de Libertação Nacional |             |
|        | Sidney Fix Marques dos Santos                | 20 de janeiro de 1940                                                   | data desconhecida (depois de 15 de fevereiro de 1976)                                                                | diretor estudante editor programador                                                             | Partido Operário Revolucionário Trotskista |             |
|        | Silvano Soares dos Santos                    | 15 de agosto de 1929                                                    | 25 de junho de 1970                                                                                                  | agricultor                                                                                       | Guerrilha de Três Passos Grupos dos Onze |             |
|        | Solange Lourenço Gomes                       | 13 de maio de 1947                                                      | 1 de agosto de 1982                                                                                                  | aluna médica                                                                                     | Partido Comunista Brasileiro Revolucionário Movimento Revolucionário Oito de Outubro                                                                |             |
|        | Soledad Barrett Viedma                       | 6 de janeiro de 1945                                                    | 8 de janeiro de 1973                                                                                                 | membra da resistência dançarina                                                                  | Vanguarda Popular Revolucionária |             |
|        | Stuart Angel Jones                           | 11 de janeiro de 1946 11 de janeiro de 1945                             | data desconhecida (depois de 14 de maio de 1971)                                                                     | estudante                                                                                        | Movimento Revolucionário Oito de Outubro |             |
|        | Suely Kanayama                               | 25 de maio de 1948                                                      | setembro de 1974 | estudante                                                                                        | Partido Comunista do Brasil |             |
|        | Sérgio Fernando Tula Silberberg              | 29 de março de 1955                                                     | data desconhecida (depois de 8 de abril de 1976)                                                                     | professor(a)                                                                                     | não consta/desconhecida |             |
|        | Sérgio Landulfo Furtado                      | 24 de maio de 1951                                                      | data desconhecida (depois de 10 de julho de 1972)                                                                    | estudante                                                                                        | Movimento Revolucionário Oito de Outubro |             |
|        | Sérgio Roberto Correa                        | 27 de julho de 1941                                                     | 4 de setembro de 1969                                                                                                | estudante                                                                                        | Ação Libertadora Nacional |             |
|        | Sônia Maria de Moraes Angel Jones            | 9 de novembro de 1946                                                   | 30 de novembro de 1973                                                                                               | fotógrafa estudante professora                                                                   | Ação Libertadora Nacional |             |
|        | Telma Regina Cordeiro Corrêa                 | 23 de julho de 1947                                                     | janeiro de 1974 7 de setembro de 1974                                                                                | estudante                                                                                        | Partido Comunista do Brasil |             |
|        | Tenório Jr.                                  | 4 de julho de 1940                                                      | data desconhecida (depois de 18 de março de 1976)                                                                    | pianista                                                                                         | não consta/desconhecida |             |
|        | Therezinha Viana de Assis                    | 22 de julho de 1941                                                     | 3 de fevereiro de 1978                                                                                               | economista                                                                                       | Ação Popular Movimento de Esquerda Revolucionária                                                                                                   |             |
|        | Thomaz Antônio da Silva Meirelles Neto       | 1 de julho de 1937                                                      | data desconhecida (depois de 7 de maio de 1974)                                                                      | jornalista sociólogo                                                                             | Ação Libertadora Nacional |             |
|        | Tito de Alencar Lima                         | 14 de setembro de 1945                                                  | 10 de agosto de 1974                                                                                                 | sacerdote                                                                                        | União Cearense de Estudantes Secundaristas Ação Libertadora Nacional Ação Católica                                                                  |             |
|        | Tobias Pereira Júnior                        | 26 de novembro de 1949 16 de novembro de 1949                           | data desconhecida (depois de 17 de dezembro de 1973)                                                                 | estudante                                                                                        | Partido Comunista do Brasil |             |
|        | Túlio Roberto Cardoso Quintiliano            | 6 de setembro de 1944                                                   | data desconhecida (depois de 12 de setembro de 1973)                                                                 | engenheiro engenheiro civil                                                                      | Partido Comunista Brasileiro Revolucionário |             |
|        | Uirassú de Assis Batista                     | 5 de abril de 1952                                                      | 29 de abril de 1974                                                                                                  | estudante guerrilheiro ativista político(a) estudante secundarista                               | Guerrilha do Araguaia Partido Comunista do Brasil                                                                                                   |             |
|        | Umberto Albuquerque Câmara Neto              | 2 de maio de 1947 28 de maio de 1947                                    | data desconhecida (depois de 8 de outubro de 1973)                                                                   | estudante                                                                                        | Ação Popular |             |
|        | Valdir Sales Saboya                          | 1 de março de 1950                                                      | 29 de dezembro de 1972                                                                                               | policial                                                                                         | Partido Comunista Brasileiro Revolucionário |             |
|        | Vandick Reidner Pereira Coqueiro             | 9 de dezembro de 1949                                                   | data desconhecida (depois de 17 de janeiro de 1973)                                                                  | estudante professor(a)                                                                           | Partido Comunista do Brasil |             |
|        | Virgílio Gomes da Silva                      | 15 de agosto de 1933                                                    | 29 de setembro de 1969                                                                                               | político operário metalúrgico                                                                    | Ação Libertadora Nacional Partido Comunista Brasileiro                                                                                              |             |
|        | Vitor Carlos Ramos                           | 18 de janeiro de 1944                                                   | data desconhecida (depois de 13 de julho de 1974)                                                                    | escultor professor(a)                                                                            | Vanguarda Popular Revolucionária Organização Revolucionária Marxista Política Operária                                                              |             |
|        | Vitorino Alves Moitinho                      | 3 de janeiro de 1949                                                    | data desconhecida (depois de 27 de outubro de 1973)                                                                  | estudante operário bancário                                                                      | Partido Comunista Brasileiro Revolucionário |             |
|        | Vladimir Herzog                              | 27 de junho de 1937                                                     | 25 de outubro de 1975                                                                                                | político dramaturgo professor universitário jornalista filósofo                                  | Partido Comunista Brasileiro |             |
|        | Vítor Luíz Papandreu                         | data desconhecida                                                       | 1971 | militar                                                                                          | Movimento Revolucionário Tiradentes |             |
|        | Walkíria Afonso Costa                        | 2 de agosto de 1947                                                     | data desconhecida (depois de 25 de dezembro de 1973)                                                                 | estudante professora                                                                             | Partido Comunista do Brasil |             |
|        | Walter Kenneth Nelson Fleury                 | 10 de outubro de 1954                                                   | data desconhecida (depois de 9 de agosto de 1976)                                                                    | mecânico                                                                                         | Montoneros |             |
|        | Walter Ribeiro Novaes                        | 1 de agosto de 1939                                                     | data desconhecida (depois de 12 de julho de 1971)                                                                    | salva-vidas                                                                                      | Vanguarda Popular Revolucionária |             |
|        | Walter de Souza Ribeiro                      | 24 de setembro de 1924                                                  | data desconhecida (depois de 3 de abril de 1974)                                                                     | jornalista                                                                                       | Partido Comunista Brasileiro |             |
|        | Wilson Silva                                 | 21 de abril de 1942                                                     | data desconhecida (depois de 22 de abril de 1974)                                                                    | físico analista de sistemas                                                                      | Ação Libertadora Nacional |             |
|        | Wilson de Souza Pinheiro                     | 1933                                                                    | 21 de julho de 1980                                                                                                  | político seringueiro                                                                             | Sindicato dos Trabalhadores Rurais de Brasiléia Partido dos Trabalhadores                                                                           |             |
|        | Wilton Ferreira                              | data desconhecida                                                       | 29 de março de 1972 30 de março de 1972                                                                              | desempregado                                                                                     | nenhuma organização |             |
|        | Wânio José de Mattos                         | 27 de abril de 1926                                                     | 16 de outubro de 1973                                                                                                | fotógrafo professor(a) advogado(a) militar jornalista                                            | Vanguarda Popular Revolucionária |             |
|        | Yoshitane Fujimori                           | 19 de maio de 1944                                                      | 5 de dezembro de 1970                                                                                                | técnico em eletroeletrônica técnico                                                              | Vanguarda Popular Revolucionária |             |
|        | Zelmo Bosa                                   | 26 de julho de 1937                                                     | data desconhecida (depois de 1976)                                                                                   | agricultor                                                                                       | Grupos dos Onze |             |
|        | Zoé Lucas de Brito Filho                     | 17 de agosto de 1944                                                    | 28 de junho de 1972                                                                                                  | professor(a) corretor de bolsa                                                                   | Ação Libertadora Nacional |             |
|        | Zuzu Angel                                   | 5 de junho de 1921                                                      | 14 de abril de 1976                                                                                                  | designer de moda                                                                                 | não consta/desconhecida |             |
|        | Áurea Eliza Pereira                          | 6 de abril de 1950                                                      | data desconhecida (depois de 13 de junho de 1974)                                                                    | estudante                                                                                        | Partido Comunista do Brasil |             |
|        | Ângelo Arroyo                                | 6 de novembro de 1928                                                   | 16 de dezembro de 1976                                                                                               | político                                                                                         | Partido Comunista do Brasil |             |
|        | Ângelo Cardoso da Silva                      | 27 de outubro de 1943                                                   | 23 de abril de 1970                                                                                                  | taxista                                                                                          | M3G |             |
|        | Ângelo Pezzuti da Silva                      | 27 de abril de 1946                                                     | 11 de setembro de 1975                                                                                               | psiquiatra                                                                                       | Vanguarda Popular Revolucionária Organização Revolucionária Marxista Política Operária Comando de Libertação Nacional                               |             |
|        | Íris Amaral                                  | data desconhecida (entre 1 de janeiro de 1946 e 31 de dezembro de 1947) | 1 de fevereiro de 1972                                                                                               | empregada doméstica                                                                              | não consta/desconhecida |             |
|        | Ísis Dias de Oliveira                        | 29 de agosto de 1941 12 de janeiro de 1942                              | 30 de janeiro de 1972                                                                                                | estudante professora                                                                             | Ação Libertadora Nacional Partido Comunista Brasileiro                                                                                              |             |

∑ 430 items.